# Nanyou Towers
Les Nanyou Towers sont deux gratte-ciel en construction à Shenzhen en Chine. Ils s'élèveront à 220 mètres. 